# Kommissar für internationale Partnerschaften
Der Kommissar für internationale Partnerschaften ist ein Mitglied der Europäischen Kommission. Ihm untersteht die Generaldirektion Internationale Partnerschaften (früher Generaldirektion Internationale Zusammenarbeit und Entwicklung). Das Ressort existiert seit Gründung der Europäischen Wirtschaftsgemeinschaft 1958, zunächst unter dem Namen Überseeische Entwicklung. Von 1970 bis 1973 gab es keinen Kommissar, 1973 wurde das Ressort mit der neuen Bezeichnung Entwicklung und humanitäre Hilfe wieder eingerichtet. Mit Amtsantritt der Kommission Barroso II im Februar 2010 wurde der Bereich Humanitäre Hilfe und Krisenschutz in ein eigenes Ressort ausgelagert.

## Bisherige Amtsinhaber
| Kommissar             | Amtszeit  | Staat      | nationale Partei | politische Richtung/europäische Partei |
| --------------------- | --------- | ---------- | ---------------- | -------------------------------------- |
| Jozef Síkela          | seit 2024 | Tschechien | STAN             | EVP                                    |
| Jutta Urpilainen      | 2019–2024 | Finnland   | SDP              | SPE                                    |
| Neven Mimica          | 2014–2019 | Kroatien   | SDP              | SPE                                    |
| Andris Piebalgs       | 2010–2014 | Lettland   | LC               | ELDR                                   |
| Karel De Gucht        | 2009–2010 | Belgien    | Open VLD         | ELDR                                   |
| Louis Michel          | 2004–2009 | Belgien    | MR               | ELDR                                   |
| Poul Nielson          | 1999–2004 | Dänemark   | S                | SPE                                    |
| João de Deus Pinheiro | 1995–1999 | Portugal   | PSD              | EVP                                    |
| Manuel Marín          | 1989–1995 | Spanien    | PSOE             | SPE                                    |
| Lorenzo Natali        | 1985–1989 | Italien    | DC               | EVP                                    |
| Edgard Pisani         | 1981–1985 | Frankreich | PS               | SPE                                    |
| Claude Cheysson       | 1973–1981 | Frankreich | PS               | SPE                                    |
| Henri Rochereau       | 1962–1970 | Frankreich | parteilos        | konservativ                            |
| Robert Lemaignen      | 1958–1962 | Frankreich | parteilos        | konservativ                            |